# Mandé Sidibé
Mandé Sidibé (Bafoulabé, 20 gennaio 1940 – Parigi, 25 agosto 2009) è stato un politico maliano.
È stato Primo ministro del Mali dal febbraio 2000 al marzo 2002.
Inoltre è stato Presidente del consiglio di amministrazione di Ecobank dal 2006 al 2009. Ha anche ricoperto il ruolo di direttore della filiale maliana della Banca centrale degli Stati dell'Africa occidentale (BCEAO) dal 1992 al 1995.